# Nastassja Kalina
Anastassija Wjatscheslawowna Kalina (russisch Анастасия Вячеславовна Калина; * 1. September 1989 in Pskow) ist eine belarussische, zuvor russische Biathletin.

## Karriere
Anastassija Kalina gab 2008 im IBU-Cup der Junioren mit einem Sieg in einem Einzel in Langdorf ihr internationales Debüt. Kurz darauf nahm sie in Ruhpolding an ihren ersten Juniorenweltmeisterschaften teil. Kalina kam in allen vier Rennen zum Einsatz und erreichte immer Top-Ten-Resultate. Im Einzel kam sie auf den neunten Platz, wurde zehnte im Sprint, Vierte der Verfolgung und Fünfte im Staffelrennen. Es sollte das einzige Junioren-Großereignis der Russin ohne Medaillengewinn bleiben. Ein Jahr später nahm sie in Canmore an drei Rennen teil. Im Sprint belegte sie den achten, in der Verfolgung den sechsten Platz. Mit Anastassija Romanowa und Olga Wiluchina gewann sie hinter der Staffel Tschechiens die Silbermedaille. Es folgte die Teilnahme an den Juniorinnenrennen bei den Biathlon-Europameisterschaften 2009 in Ufa. Im Sprint gewann sie hinter Wiluchina die Silbermedaille und verpasste als Viertplatzierte im Verfolgungsrennen eine weitere Medaille, da sie mit der Viertplatzierten des Sprints, Anastassija Romanowa, die Plätze tauschte. Mit Wiluchina und Romanowa gewann sie den Titel im Staffelrennen. Ebenfalls mit Erfolg startete Kalina im weiteren Verlauf des Jahres in Oberhof bei den Skiroller-Wettbewerben der Junioren bei den Sommerbiathlon-Weltmeisterschaften 2009. Die Russin wurde 13. des Sprints, Fünfte der Verfolgung und gewann mit Romanowa, Sergei Kugubajew und Pawel Magasejew den Titel in der Mixed-Staffel. 2010 startete Kalina in Torsby zum dritten Mal bei einer Junioren-WM und kam erneut zu vier Einsätzen. Die schlechtesten Resultate erreichte sie mit vierten Plätzen im Einzel und im Sprint. Im Verfolgungsrennen gewann sie hinter Sophie Boilley die Silbermedaille und verwies Solemdal und die Spintsiegerin Maren Hammerschmidt auf die Plätze, mit Larissa Kusnezowa und Swetlana Perminowa den Titel im Staffelrennen. Ebenfalls erfolgreich verliefen die Juniorenrennen bei den Biathlon-Europameisterschaften 2010 in Otepää für die Russin. Im Einzel verfehlte sie als Zwölftplatzierte noch die Top Ten um danach im Sprint und der Verfolgung hinter Tiril Eckhoff beziehungsweise Synnøve Solemdal sowie mit Kusnetsowa, Jewgeni Petrow und Maksim Burtassow im Mixed-Staffelrennen hinter den Franzosen die Silbermedaillen zu gewinnen. Letzter Einsatz bei den Juniorinnen wurde die Teilnahme an den Sommerbiathlon-Weltmeisterschaften 2010 in Duszniki-Zdrój. Kalina gewann mit dem Sprint sowie mit Perminowa, Petrow und Burtassow im Mixed-Staffelrennen zwei Goldmedaillen.
Seit dem Ende der Saison 2009/10 startet Kalina bei den Frauen im Leistungsbereich. Ihr erstes Rennen im IBU-Cup bestritt sie bei einem Sprint in Pokljuka, den sie als Neunte beendete. Schon zum Auftakt der folgenden Saison gewann die Russin in Beitostølen mit einem Sprint ihr erstes IBU-Cup-Rennen.
Seit der Saison 2013/14 startet Kalina für Belarus. Bei den Biathlon-Europameisterschaften 2014 in Nové Město na Moravě gewann sie im Einzel die Silbermedaille.

## Statistik

### Platzierungen im Biathlon-Weltcup
Die Tabelle zeigt alle Platzierungen (je nach Austragungsjahr einschließlich Olympische Spiele und Weltmeisterschaften).
- 1.–3. Platz: Anzahl der Podiumsplatzierungen
- Top 10: Anzahl der Platzierungen unter den ersten zehn (einschließlich Podium)
- Punkteränge: Anzahl der Platzierungen innerhalb der Punkteränge (einschließlich Podium und Top 10)
- Starts: Anzahl gelaufener Rennen in der jeweiligen Disziplin
- Staffel: inklusive Mixed- und Single-Mixed-Staffeln

| Platzierung         | Einzel | Sprint | Verfolgung | Massenstart | Staffel | Gesamt |
| ------------------- | ------ | ------ | ---------- | ----------- | ------- | ------ |
| 1. Platz            |        |        |            |             |         |        |
| 2. Platz            |        |        |            |             |         |        |
| 3. Platz            |        |        |            |             |         |        |
| Top 10              |        |        |            |             |         |        |
| Punkteränge         |        |        |            |             | 1       | 1      |
| Starts              | 1      | 8      | 2          |             | 1       | 12     |
| Stand: Karriereende |        |        |            |             |         |        |